# Sason hirsutum
Espèce
Sason hirsutum est une espèce d'araignées mygalomorphes de la famille des Barychelidae.

## Distribution
Cette espèce est endémique des îles Lingga dans la province des îles Riau en Indonésie,.

## Description
Le mâle holotype mesure 9,3 mm.

## Publication originale
- Schwendinger, 2003 : Two new species of the arboreal trapdoor spider genus Sason (Araneae: Barychelidae) from Southeast Asia. Raffles Bulletin of Zoology, vol. 51, no 2, p. 197-2074 (texte intégral).